# Me gusta Hugo Blanco
Me Gusta Hugo Blanco es el sexto álbum del arpista Hugo Blanco, grabado en 1963 para el Palacio de la Música. En esta producción salen creaciones como: Guacharo, Bossa Nova en Caracas, Cota 905, Playa Colorada, entre otras.

## Pistas
| Nº  | Canción                              | Duración |
| --- | ------------------------------------ | -------- |
| 1.  | "Cota 905" Hugo Blanco               |          |
| 2.  | "La Carreta" Hugo Blanco             |          |
| 3.  | "Galipán" (*) Hugo Blanco            |          |
| 4.  | "Guacharo" Hugo Blanco               |          |
| 5.  | "Bossa Nova En Caracas" Hugo Blanco  |          |
| 6.  | "La Lecherita" (*) Hugo Blanco       |          |
| 7.  | "Canción de Puerto Rico" Tradicional |          |
| 8.  | "San Juan" Hugo Blanco               |          |
| 9.  | "Al Di Lá" (*) Carlo Donida          |          |
| 10. | "Dos Esclavos" Hugo Blanco           |          |
| 11. | "Caroní" Hugo Blanco                 |          |
| 12. | "Playa Colorada" Hugo Blanco         |          |

(*)Acompañado por la Orquesta de Cámara de Daniel Milano.